# 五聲琴譜
《五聲琴譜》，古琴谱。明天顺元年懒仙撰辑。

## 琴谱版本
现存《五声琴谱》琴谱藏于北京图书馆，与正德抄本为姊妹本，不分卷。

## 琴谱内容
谱中五调各一弄，共收五曲，分别为：《春雨》、《汶陽》、《仙山月》、《鸿飛》、《盟鸥》。 卷前有《懒仙自序》和《五音正變琴诀》。